# Quercus planipocula
Quercus planipocula — вид рослин з родини букових (Fagaceae), поширений у західній Мексиці.

## Опис
Це дерево до 12(15) метрів заввишки; стовбур до 40 см у діаметрі. Кора чорнувата, шорстка, борозниста. Гілочки спочатку з густо-жовтим запушенням, потім ± голі. Листки жорсткі, шкірясті, від еліптичних до овальних, 9–20 × 7–10 см; основа округла, або ± серцеподібна; верхівка гостра, загострена; край потовщений, загнутий, зубчастий, іноді цілий; верх темно-зелений, не блискучий, без волосся, за винятком коротких зірчастих волосків уздовж серединної жилки; низ жовтуватий; ніжка рожева, гола або запушена, 8–18 мм. Період цвітіння: лютий — березень. Чоловічі сережки 8.5 см, з численними квітками. Жіночі суцвіття 1.5 см, 1–2-квіткові. Жолуді поодинокі або парні, широко яйцюваті, завдовжки 15–20 мм; чашечка плоска, з тонкими, світло-коричневими, притиснутими лусочками, охоплює від 1/3 до 1/2 горіха; дозрівають другого року в липні — серпні.

## Середовище проживання
Поширений у західній Мексиці; полюбляє глибокі, добре дреновані, піщані ґрунти; росте на висотах від 680 до 2000 метрів.